# I Just Don’t Understand
«I Just Don’t Understand» (с англ. — «Я просто не понимаю») — песня, написанная Кентом Уэстберри и Мериджон Уилкин и записанная американской певицей шведского происхождения Энн-Маргрет. Песня была впервые выпущена в виде одноимённого сингла в июне 1961 года (с песней «I Don’t Hurt Anymore» на стороне «Б»), а позже была включена во второй альбом исполнительницы On The Way Up (октябрь 1961). В июле 1961 года песня вошла в американский чарт Billboard Hot 100, где достигла 17 позиции и провела в общей сложности 12 недель. Песня представляет собой минорную балладу о неразделённой любви, в которой девушка (от лица которой ведётся повествование) выражает своё недоумение, почему парень, «называющий её своей крошкой», всё же причиняет ей боль.
С музыкальной точки зрения песня примечательна бэк-вокалом в исполнении известной группы The Jordanaires (сотрудничавшей в том числе с Элвисом Пресли) и гитарной партией (которую исполнил известный американский гитарист и автор Билли Стрендж), записанной с использованием фузз-эффекта, что стало одним из ранних примеров использования данной техники.

## Кавер-версии
- Известная кавер-версия песни принадлежит группе «Битлз», которая записала её для десятого выпуска радио-программы «Pop Go The Beatles» (запись была осуществлена 16 июля 1963 года, передача вышла в эфир 20 августа)[9]. Основную вокальную партию исполнял Джон Леннон. Данная запись была официально опубликована лишь в 1994 году, когда она вошла в состав компиляционного альбома Live at the BBC[9].
- Австралийский исполнитель Норми Роуи[англ.] выпустил свою версию песни, отличавшуюся более «жёстким» звучанием[11], на стороне «Б» сингла «I (Who Have Nothing)» (эта композиция тоже была кавер-версией песни Бена Кинга) в 1965 году[12]. Кавер-версия и сингл в целом достигли успеха в австралийских хит-парадах, а сингл стал «дважды золотым»[13].
- Американская инди-рок-группа Spoon включила кавер-версию песни в свой альбом They Want My Soul[англ.] (2014 год)[14].
- Песня также перепевалась британской группой Freddie and the Dreamers[англ.] (1964 год) и рядом других малоизвестных исполнителей[15].